# Gëzim Hajdari
Gëzim Hajdari (ur. 25 lutego 1957 w Lushnji) – albański poeta i tłumacz.

## Życiorys
Pochodził z rodziny, która doświadczyła prześladowań politycznych w okresie rządów Envera Hodży. Studiował literaturę albańską w Elbasanie, a także literaturę współczesną na uniwersytecie La Sapienza w Rzymie. Pierwsze utwory opublikował w 1990. W roku 1992 wyjechał do Włoch i żył w rozpadającej się ruderze w miejscowości Frosinone. Jego poezję odkryto w 1997 r., kiedy otrzymał prestiżową nagrodę Montale. Po tym sukcesie władze miasta Frosinone zaoferowały mu mieszkanie, otrzymał także honorowe obywatelstwo tego miasta. Hajdari nie jest tak ceniony w ojczystej Albanii, jak we Włoszech, gdzie uchodzi za jednego z czołowych nie-włoskich poetów, mieszkających w tym kraju.

## Poezja
- Antologjia e shiut (Antologia deszczu), Tirana 1990.
- Ombra di cane, (Cień psa), Frosinone 1993.
- Sasso contro vento (Kamień przeciwko wiatrowi), Mediolan 1995.
- Pietre al confine (Kamienie na granicy), Ancona 1998.
- Corpo presente (Obecne ciało), Tirana 1999.
- Erbamara (Gorzkie zioło), Santarcangelo di Romagna 2001.
- Stigmata (Stygmat), Lecce 2002.
- Pace in parole migranti, Lecce 2003.
- Spine nere (Czarne rogi), Lecce 2004.
- Muzungu, Diario in nero, Besa 2006.
- Poesie scelte 1990 – 2007, Edizioni Controluce, 2008
- Poezi të zgjedhura, 1990 – 2007, (Poezje zebrane), Besa, 2008
- Genocidi i poezise shqipe (Ludobójstwo albańskiej poezji), Tirana 2010
- Nûr: eresia e besa : poema drammatico in due atti, Rzym 2012.
- Delta del tuo fiume, Rzym 2015
- Cresce dentro di me un uomo straniero, Rzym 2020
- Poesie scelte, Rzym 2021
- I canti del kurbèt, Nardo 2022.